# Моравцова, Мартина
Мартина Моравцова (словац. Martina Moravcova; род. 16 января 1976, Пьештяни, Словакия) — словацкая пловчиха, двукратный серебряный призёр Игр в Сиднее, многократный призёр чемпионатов мира и Европы по плаванию. Участница пяти летних Олимпийских игр (1992—2008). Специализировалась в плавании вольным стилем и баттерфляем. Выступала за клубы «Купеле» (словац. ŠKP Kúpele Piešťany) и «Даллас Мустангс»

## Карьера
Дебют Мартины Моравцовой на международных соревнованиях произошёл в 1991 году, тогда ещё в составе команды Чехословакии. Свою первую медаль Мартина выиграла в 1993 году, завоевав серебро на чемпионате Европы в Шеффилде. 
На Олимпийских играх дебютировала в 1992 году в Барселоне, где выступила неудачно, не завоевав ни одной медали. Самой успешной Олимпиадой в её карьере, стала Олимпиада в Сиднее в 2000 году, на которой она завоевала две серебряные медали на дистанциях 100 метров баттерфляем и 200 метров вольным стилем. На дистанции 200 метров вольным стилем Мартина проиграла всего 0,08 сек чемпионке Сьюзан О’Нилл.
В 1999 году Моравцова была названа Национальной коллегией атлетических ассоциаций женщиной-пловцом года.
Мартина училась в гимназии имени Пьера де Кубертена (Пьештяны), Экономическом университете в Братиславе, Южном методистском университете (Даллас).
В 2003 году вышла в свет автобиография Martina s rodokmeňom evy.
Награждена орденом Людовита Штура II класса (2001), крестом Президента Словацкой Республики I степени (2002), медалью Президента Словацкой Республики, премией «Хрустальное крыло».

## Личные рекорды
- 100 метров баттерфляем: 57.20
  - на короткой воде: 56.55
- 100 метров вольным стилем: 54.45
  - на короткой воде: 52,96
- 200 метров вольным стилем: 1:58,32
  - на короткой воде: 1:54,74
- 100 метров комплексом на короткой воде: 59,71
- 200 метров комплексом: 2:14.26
  - на короткой воде: 2:08,55